# Soustava dvou lineárních rovnic se dvěma neznámými
Soustava dvou lineárních rovnic se dvěma neznámými je soustava lineárních rovnic, kterou tvoří dvě lineární rovnice se dvěma společnými neznámými. Vyřešit soustavu dvou lineárních rovnic se dvěma neznámými znamená najít všechny uspořádané dvojice, které jsou řešením obou lineárních rovnic. V základním tvaru vypadá tato soustava následovně:
ax + by = c
dx + ey = f
(x, y jsou neznámé; a, b, c, d, e, f ∈ R).
Řešením takové soustavy je každá uspořádaná dvojice [x0,y0].
Ne vždy je lineární rovnice upravená na tvar ax + by = c resp. dx + ey = f, ale lze ji na tento tvar převést ekvivalentními úpravami.

## Počet řešení
- žádné (příklad: 2 rovnoběžné přímky)
- právě jedna uspořádaná dvojice (příklad: 2 různoběžné přímky, mají společný právě 1 bod, tomuto bodu říkáme průsečík, zde představuje již zmíněnou uspořádanou dvojici)
- nekonečně mnoho uspořádaných dvojic (příklad: 2 splývající přímky)

## Metody řešení
- dosazovací – z jedné rovnice vyjádříme neznámou s nenulovým koeficientem a toto vyjádření dosadíme do druhé rovnice, získáme tak lineární rovnici o jedné neznámé
- sčítací – sčítací metodu používáme většinou pokud jsou koeficienty a, b, d, e nenulové. Ekvivalentními úpravami rovnic docílíme toho, aby po přičtení jedné rovnice ke druhé „zmizela“ jedna neznámá, jinými slovy abychom dostali lineární rovnici o jedné neznámé.
- srovnávací – tato metoda je podobná dosazovací, s tím rozdílem, že stejnou neznámou s nenulovým koeficientem vyjádříme z obou rovnic a tato vyjádření dáme do rovnosti, čímž získáme lineární rovnici o jedné neznámé
- grafické znázornění – obrazem množiny všech uspořádaných dvojic ax + by = c, pokud a≠0 nebo b≠0, je přímka. Hledáme tedy společné body těchto 2 přímek. Přímky mohou být rovnoběžné různé, různoběžné, nebo splývající. Jinak řečeno mohou mít 0,1, nebo nekonečně mnoho řešení.
- maticí

## Příklad
Uvedený příklad řešený více metodami:
Najděte dvě čísla, jejichž součet je 89 a rozdíl 55.
Pokud jedno z hledaných čísel označíme x a druhé y, dostaneme následující rovnice:
x + y = 89
x – y = 55
V tuto chvíli máme více možností jak danou soustavu řešit:
- dosazovací metoda

z první rovnice vyjádříme např. y = 89 – x

a dosadíme do druhé: x – (89 – x) = 55

dostáváme lineární rovnici o jedné neznámé 2x = 144 ⇒ x= 72, dosazením této hodnoty do jedné z rovnic dostáváme y = 17
- sčítací metoda

rovnice přičteme a dostaneme 2x = 144 ⇒ x= 72, dosazením výsledku do kterékoliv rovnice získáme y = 17
- srovnávací metoda

z obou rovnic si vyjádříme y: y = 89 – x, y = x – 55
dáme je do rovnosti: 89 – x = x – 55, tato rovnice má opět za výsledek x = 72 a dosazením do libovolné rovnice dopočítáme y
- graficky

Řešením dané soustavy je uspořádaná dvojice [72, 17].